# Хочи-Ара
Хочи-Ара (чечен. Хьочи-Ара) — село в Ножай-Юртовском районе Чеченской Республики. Входит в состав Рогун-Кажинского сельского поселения.

## География
Село расположено на левом берегу реки Ямансу, в 14 км к юго-западу от районного центра — Ножай-Юрт и в 84 км к юго-востоку от города Грозный.
Ближайшие населённые пункты: на северо-востоке — сёла Совраги и Ишхой-Хутор, на востоке — село Бильты, на юго-востоке — сёла Зандак-Ара и Гендерген, на юго-западе — село Энгеной на западе — село Саясан и на северо-западе — село Аллерой.

## История
Село основано в 1705 году представителями чеченского тайпа Билтой. Название села Хочи-Ара переводится с чеченского языка как «алычевая поляна».

## Население
| 1990 | 2002 | 2010 |
| ---- | ---- | ---- |
| 381  | ↘253 | ↗323 |

## Образование
- Хочи-Аринская муниципальная основная общеобразовательная школа[9].